# تشيكاماوغا
تشيكاماوغا (بالإنجليزية: Chickamauga, Georgia)‏ هي مدينة تقع في مقاطعة والكر، جورجيا بولاية جورجيا في الولايات المتحدة. تبلغ مساحة هذه المدينة 4.7 (كم²)، وترتفع عن سطح البحر 223 م، بلغ عدد سكانها 3101 نسمة في عام 2010 حسب إحصاء مكتب تعداد الولايات المتحدة.

## التركيبة السكانية
حدّد مكتب تعداد الولايات المتحدة بيانات التركيبة السكانية لتشيكاماوغا في تعداد الولايات المتحدة. في ما يلي، التركيبة السكانية حسب تعدادي 2000 و2010.

### تعداد عام 2000
بلغ عدد سكان تشيكاماوغا 2,245 نسمة بحسب تعداد عام 2000، وبلغ عدد الأسر 899 أسرة وعدد العائلات 645 عائلة مقيمة في المدينة. في حين سجلت الكثافة السكانية 305 نسمة لكل كيلومتر مربع (789.9/ميل2). وبلغ عدد الوحدات السكنية 951 وحدة بمتوسط كثافة قدره 129.2 لكل كيلومتر مربع (334.6/ميل2).
وتوزع التركيب العرقي للمدينة بنسبة 98.35% من البيض و0.58% من الأمريكيين الأفارقة و0.27% من الأمريكيين الأصليين و0.22% من الأمريكيين ذوي الأصول الآسيوية و0.22% من الأعراق الأخرى و0.36% من عرقين مختلطين أو أكثر و0.40% من الهسبانيون أو اللاتينيون من أي عرق.
بلغ عدد الأسر 899 أسرة كانت نسبة 37% منها لديها أطفال تحت سن الثامنة عشر تعيش معهم، وبلغت نسبة الأزواج القاطنين مع بعضهم البعض 56.2% من أصل المجموع الكلي للأسر، ونسبة 11% من الأسر كان لديها معيلات من الإناث دون وجود شريك، بينما كانت نسبة 4.6% من الأسر لديها معيلون من الذكور دون وجود شريكة وكانت نسبة 28.3% من غير العائلات. تألفت نسبة 25.1% من أصل جميع الأسر من عدة أفراد يعيشون في نفس المنزل ونسبة 10.8% كانت تتألف من شخص يعيش بمفرده يبلغ من العمر 65 عاماً أو أكثر. وبلغ متوسط حجم الأسرة المعيشية 2.50، أما متوسط حجم العائلات فبلغ 3.00.
بلغ العمر الوسطي للسكان 36.7 عاماً. وكانت نسبة 26% من القاطنين تحت سن الثامنة عشر، وكانت نسبة 9.3% بين الثامنة عشر والرابعة والعشرين عاماً، ونسبة 29.4% كانت واقعةً في الفئة العمرية ما بين الخامسة والعشرين والرابعة والأربعين عاماً، ونسبة 22% كانت ما بين الخامسة والأربعين والرابعة والستين، ونسبة 13.4% كانت ضمن فئة الخامسة والستين عاماً فما فوق. يوجد لكل 100 أنثى 96.8 ذكر، ويوجد لكل 100 أنثى في الثامنة عشر من عمرها فما فوق 90.8 ذكر.
بلغ متوسط دخل الأسرة في المدينة 40,110 دولارًا، أما متوسط دخل العائلة فبلغ 46,037 دولارًا. وكان متوسط دخل الذكور 31,447 دولارًا مقابل 21,776 دولارًا للإناث. وسجل دخل الفرد الخاص بالمدينة 17,716 دولارًا. وكانت نسبة 5.6% من العائلات ونسبة 8% من السكان تحت خط الفقر، وكان من هؤلاء نسبة 7.5% تحت سن الثامنة عشر ونسبة 11.2% في الخامسة والستين من العمر وما فوق.

### تعداد عام 2010
بلغ عدد سكان تشيكاماوغا 3,101 نسمة بحسب تعداد عام 2010، وبلغ عدد الأسر 1,198 أسرة وعدد العائلات 844 عائلة مقيمة في المدينة. في حين سجلت الكثافة السكانية 421.3 نسمة لكل كيلومتر مربع (1,091.2/ميل2). وبلغ عدد الوحدات السكنية 1,354 وحدة بمتوسط كثافة قدره 184 لكل كيلومتر مربع (476.6/ميل2).
وتوزع التركيب العرقي للمدينة بنسبة 95.90% من البيض و0.71% من الأمريكيين الأفارقة و0.13% من الأمريكيين الأصليين و0.58% من الأمريكيين ذوي الأصول الآسيوية و0.52% من الأعراق الأخرى و2.16% من عرقين مختلطين أو أكثر و1.13% من الهسبانيون أو اللاتينيون من أي عرق.
بلغ عدد الأسر 1,198 أسرة كانت نسبة 38.7% منها لديها أطفال تحت سن الثامنة عشر تعيش معهم، وبلغت نسبة الأزواج القاطنين مع بعضهم البعض 52.3% من أصل المجموع الكلي للأسر، ونسبة 13.5% من الأسر كان لديها معيلات من الإناث دون وجود شريك، بينما كانت نسبة 4.6% من الأسر لديها معيلون من الذكور دون وجود شريكة وكانت نسبة 29.5% من غير العائلات. تألفت نسبة 25.8% من أصل جميع الأسر من عدة أفراد يعيشون في نفس المنزل ونسبة 11.4% كانت تتألف من شخص يعيش بمفرده يبلغ من العمر 65 عاماً أو أكثر. وبلغ متوسط حجم الأسرة المعيشية 2.59، أما متوسط حجم العائلات فبلغ 3.09.
بلغ العمر الوسطي للسكان 37.2 عاماً. وكانت نسبة 26.7% من القاطنين تحت سن الثامنة عشر، وكانت نسبة 9% بين الثامنة عشر والرابعة والعشرين عاماً، ونسبة 25.2% كانت واقعةً في الفئة العمرية ما بين الخامسة والعشرين والرابعة والأربعين عاماً، ونسبة 25.5% كانت ما بين الخامسة والأربعين والرابعة والستين، ونسبة 13.5% كانت ضمن فئة الخامسة والستين عاماً فما فوق. وتوزع التركيب الجنسي للسكان بنسبة 48.4% ذكور و51.6% إناث.

## أعلام
- هوارد ماثر بيرنهام
- روي رايت
- جاك نيلسون

## وصلات خارجية
- http://www.cityofchickamaugageorgia.org
- Cities & Counties - Georgia.gov